# Brabham BT53
Brabham BT53 je Brabhamov dirkalnik Formule 1, ki je bil v uporabi v sezoni 1984, ko so z njim dirkali Nelson Piquet, Teo Fabi in Corrado Fabi in Manfred Winkelhock. Bil je izboljšana različica lanskoletnega dirkalnika Brabham BT52, imel je večje stranske hladilne odprtine za boljše hlajenje motorja, motorji pa so bili bolj učinkoviti pri porabi goriva, saj so bili postanki v boksih prepovedani. Čeprav je Piquet zmagal dvakrat in dosegel še dve uvrstitvi na stopničke, pa zaradi nezanesljivega motorja BMW ni mogel dostojno braniti naslova prvaka, čeprav je dirkalnik po sami hitrosti prekašal to sezono zmagoviti dirkalnik McLaren MP4/2. Teo Fabi je dosegel le eno uvrstitev na stopničke, zato je bilo moštvo le četrto v konstruktorskem prvenstvu z 38-imi točkami. Za sezono 1984 ga je zamenjal nov dirkalnik Brabham BT54.

## Popolni rezultati Formule 1
(legenda) (odebeljene dirke pomenijo najboljši štartni položaj, poševne pa najhitrejši krog)
| Leto | Moštvo  | Motor               | Gume | Dirkači            | 1   | 2   | 3   | 4   | 5   | 6   | 7   | 8    | 9   | 10  | 11  | 12  | 13  | 14  | 15  | 16  | Toč | Prv |
| ---- | ------- | ------------------- | ---- | ------------------ | --- | --- | --- | --- | --- | --- | --- | ---- | --- | --- | --- | --- | --- | --- | --- | --- | --- | --- |
| 1984 | Brabham | BMW 4 in-line (t/c) | M    |                    | BRA | JAR | BEL | SMR | FRA | MON | KAN | VZDA | ZDA | VB  | NEM | AVT | NIZ | ITA | EU  | POR | 38  | 4.  |
| 1984 | Brabham | BMW 4 in-line (t/c) | M    | Nelson Piquet      | Ret | Ret | 9   | Ret | Ret | Ret | 1   | 1    | Ret | 7   | Ret | 2   | Ret | Ret | 3   | 6   | 38  | 4.  |
| 1984 | Brabham | BMW 4 in-line (t/c) | M    | Teo Fabi           | Ret | Ret | Ret | Ret | 9   |     |     | 3    |     | Ret | Ret | 4   | 5   | Ret | Ret |     | 38  | 4.  |
| 1984 | Brabham | BMW 4 in-line (t/c) | M    | Corrado Fabi       |     |     |     |     |     | Ret | Ret |      | 7   |     |     |     |     |     |     |     | 38  | 4.  |
| 1984 | Brabham | BMW 4 in-line (t/c) | M    | Manfred Winkelhock |     |     |     |     |     |     |     |      |     |     |     |     |     |     |     | 10  | 38  | 4.  |